# Alfred Maudslay

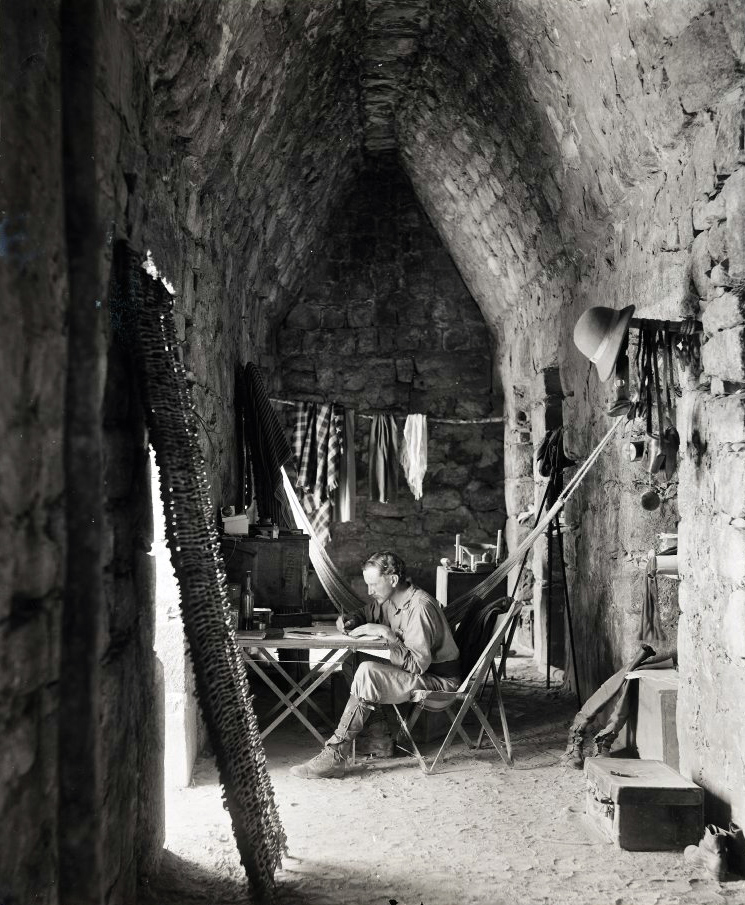
Alfred Maudslay 1889.

Alfred Percival Maudslay, född den 18 mars 1850, död den 22 januari 1931, var en engelsk arkeolog och etnograf (amerikanist).
Maudslay tjänstgjorde först i brittisk tjänst som diplomat, efter 1881 tillförordnad generalkonsul för västliga Söderhavsöarna, men ägnade sig från 1884 åt studiet av mayafolkets kultur och utrustade sju expeditioner till Yucatan och Guatemala, där han företog omfattande utgrävningar. Genom sina upptäckter blev han grundläggare av det moderna studiet av mayakulturen. Hans skrifter finns bland annat i samlingsverket Biologia centrali-americana avdelning Archaeology (4 band, 1889-1902). Tillsammans med sin hustru Anne, född Morris, en ättling till prinsessan Pocahontas, utgav han 1899 A glimpse of Guatemala. 